# Mississippi Queen (jeu)
Pour les articles homonymes, voir Mississippi Queen.
Mississippi Queen est un jeu de société créé par Werner Hodel et édité  en 1997 par Goldsieber.
Pour 3 à 5 joueurs, à partir de 10 ans pour environ 1 heure.

## Principe général
Les joueurs commandent des bateaux à vapeur sur le Mississippi. Mais on ne sait pas à l'avance comment le fleuve fait ses méandres. Au fur et à mesure que les bateaux avancent, le paysage se découvre, parfois imprévu.
Les joueurs doivent gérer leur vitesse pour avancer vite mais aussi accoster à vitesse réduite pour embarquer les passagers.

## Extension
Une extension, Mississippi Queen : The Black Rose est sortie en 1998, toujours chez Goldsieber. Elle permet de jouer de 2 à 6 joueurs et propose des variantes modulables. 

## Récompense
- Spiel des Jahres  1997
- Essener Feder  1997

## L'auteur
L'auteur du jeu est Werner Hodel. Il est allemand et exerce comme professeur dans un collège.